# 2012 UP177
2012 UP177, também escrito como 2012 UP177, é um objeto transnetuniano (TNO) que está localizado no cinturão de Kuiper, uma região do Sistema Solar. Ele é classificado como um cubewano. O mesmo possui uma magnitude absoluta de 8,1 e tem um diâmetro com cerca de 84 km.

## Descoberta
2012 UP177 foi descoberto no dia 21 de outubro de 2012 pelo astrônomo M. Alexandersen.

## Órbita
A órbita de 2012 UP177 tem uma excentricidade de 0,096 e possui um semieixo maior de 42,741 UA. O seu periélio leva o mesmo a uma distância de 38,634 UA em relação ao Sol e seu afélio a 46,849 UA.